# 篠田優
篠田 優（しのだ ゆう、1957年 - ）は、日本の法学者。北星学園大学教授。北海道出身。

## 略歴
1976年3月、北海道札幌東高等学校卒業。1982年3月、北海道大学法学部卒業。1987年3月、北海道大学大学院法学研究科民事法専攻単位取得退学。
1987年4月、北海道大学法学部助手。1989年4月、北海道教育大学教育学部旭川校専任講師（担当：憲法・民法など）。その後、北海道教育大学教育学部旭川校助教授。2004年4月、北星学園大学経済学部経済法学科教授（担当：民法・憲法など）。
2005年4月、北海学園大学法科大学院兼任講師（担当：比較法）。2014年4月、札幌学院大学法学部兼任講師（担当：家族法）

## エピソード
専門は、比較法学・社会主義法・ロシア民法・ロシア社会保障法。比較法は五十嵐清を、社会主義法・ロシア法は小森田秋夫を師事した。

## 主著
- 山畠正男先生・五十嵐清先生・藪重夫先生古稀記念論文集刊行発起人編『民法学と比較法学の諸相』（分担執筆、信山社出版、1996-1998年）
- 小森田秋夫編『市場経済化の法社会学』（分担執筆、有信堂高文社、2001年）
- 小森田秋夫編『現代ロシア法』（東京大学出版会、2003年）
- 伊藤知義ほか共著『ウズベキスタン民法典: 邦訳』（名古屋大学法政国際敎育協力研究センター、2004年）など